# Erzbistum Tijuana
Das Erzbistum Tijuana (lateinisch Archidioecesis Tigiuanaënsis, spanisch Arquidiócesis de Tijuana) ist eine in Mexiko gelegene römisch-katholische Erzdiözese mit Sitz in Tijuana.

## Geschichte
Das Erzbistum Tijuana wurde am 20. Januar 1874 durch Papst Pius IX. aus Gebietsabtretungen des Erzbistums Mexiko-Stadt als Apostolisches Vikariat Niederkalifornien errichtet. Am 13. April 1957 gab das Apostolische Vikariat Niederkalifornien Teile seines Territoriums zur Gründung der mit der Apostolischen Konstitution Qui arcana Dei errichteten Apostolischen Präfektur La Paz en la Baja California Sur ab. Das Apostolische Vikariat Niederkalifornien wurde am 13. Juli 1957 durch die Kongregation für die Ausbreitung des Glaubens mit dem Dekret Cum propter erectionem in Apostolisches Vikariat Tijuana umbenannt.
Am 13. Juli 1963 wurde das Apostolische Vikariat Tijuana durch Papst Paul VI. mit der Apostolischen Konstitution Pro Apostolico munere zum Bistum erhoben und mit der Apostolischen Konstitution Mexicana natio dem Erzbistum Hermosillo als Suffraganbistum unterstellt. Das Bistum Tijuana gab am 25. März 1966 Teile seines Territoriums zur Gründung des mit der Apostolischen Konstitution Qui secum reputet errichteten Bistums Mexicali ab.
Das Bistum Tijuana wurde am 25. November 2006 durch Papst Benedikt XVI. mit der Apostolischen Konstitution Mexicani populi zum Erzbistum erhoben. Am 26. Januar 2007 gab das Erzbistum Tijuana Teile seines Territoriums zur Gründung des mit der Apostolischen Konstitution Venerabiles Fratres errichteten Bistums Ensenada ab.

## Ordinarien

### Apostolische Vikare von Niederkalifornien
- Ramón María de San José Moreno y Castañeda OCarm, 1874–1879, dann Bischof von Chiapas
- Buenaventura del Purísimo Corazón de María Portillo y Tejeda OFM, 1880–1882, dann Bischof von Chilapa
- Silvino Ramírez y Cuera, 1921–1922
- Alfredo Galindo Mendoza MSpS, 1948–1957

### Apostolische Vikare von Tijuana
- Alfredo Galindo Mendoza MSpS, 1957–1963

### Bischöfe von Tijuana
- Alfredo Galindo Mendoza MSpS, 1963–1970
- Juan Jesús Posadas Ocampo, 1970–1982, dann Bischof von Cuernavaca
- Emilio Carlos Berlie Belaunzarán, 1983–1995, dann Erzbischof von Yucatán
- Rafael Romo Muñoz, 1996–2006

### Erzbischöfe von Tijuana
- Rafael Romo Muñoz, 2006–2016
- Francisco Moreno Barrón, seit 2016